# Шпанья Доліна
Шпанья Доліна — село в Банськобистрицькому окрузі Банськобистрицького краю Словаччини. Станом на грудень 2015 року в селі проживало 200 людей. Протікає Банський потік, притока Бистриці — басейн Грона.

## Назва
Давня латинська назва села — Valis Dominorum (що означає «Долина Господа»). Перша частина словацької назви («Špania») походить від іншого латинського слова «господар»: spanatus. Друга частина («Долина») словацькою означає «долина». Давня німецька назва села — Herrengrundt, і протягом століть його використовували карпатські німці, які проживали в цьому районі. Угорська назва села — Úrvölgy.

## Населення
| Рік:            | 1994. | 2004.    | 2014.   | 2024.    |
| --------------- | ----- | -------- | ------- | -------- |
| Кількість осіб: | 121   | 182      | 197     | 234      |
| Різниця:        |       | +50,41 % | +8,24 % | +18,78 % |

| Рік:            | 2023. | 2024.   |
| --------------- | ----- | ------- |
| Кількість осіб: | 228   | 234     |
| Різниця:        |       | +2,63 % |